# Dubodiel
Dubodiel este o comună slovacă, aflată în districtul Trenčín din regiunea Trenčín. Localitatea se află la altitudinea de 326 m deasupra n.m., se întinde pe o suprafață de 20,19 km2 și în 2017 număra 945 de locuitori.

## Istoric
Localitatea Dubodiel este atestată documentar din 1439.

## Demografie
| An:                | 1994 | 2004   | 2014   | 2024   |
| ------------------ | ---- | ------ | ------ | ------ |
| Număr de persoane: | 903  | 922    | 950    | 1031   |
| Diferență:         |      | +2,10% | +3,03% | +8,52% |

| An:                | 2023 | 2024   |
| ------------------ | ---- | ------ |
| Număr de persoane: | 1023 | 1031   |
| Diferență:         |      | +0,78% |